# كيث غرين
كيث غرين (بالإنجليزية: Keith Green)‏ هو مغن مؤلف ومغني وعازف بيانو وعازف قيثارة أمريكي، ولد في 21 أكتوبر 1953 في بروكلين في الولايات المتحدة، وتوفي في 28 يوليو 1982 في Garden Valley, Texas ‏ في الولايات المتحدة.

## وصلات خارجية
- الموقع الرسمي
- كيث غرين على موقع IMDb (الإنجليزية)
- كيث غرين على موقع ميوزك برينز (الإنجليزية)
- كيث غرين على موقع ديسكوغز (الإنجليزية)